# Dribbeln

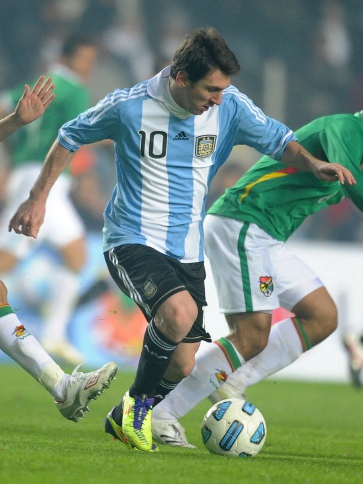
Dribbling beim Fußball (Lionel Messi)

Dribbeln (to dribble englisch „träufeln“, „tropfen“) bezeichnet in verschiedenen Ballsportarten die Fortbewegung mit dem Ball. Je nach Sportart sind besondere Regeln zu beachten. Beim Hand- und Korbball heißt dies Prellen.
- Hallenhandball: Der Ball wird wiederholt mit einer Hand zu Boden geprellt. Die dribbelnde Hand darf gewechselt werden. Es dürfen nur drei Schritte ohne Prellen gelaufen werden. Der Vorgang ist beendet, sobald versucht wird, den Ball wieder zu fangen. Einen am Boden liegenden Ball zu rollen ist ebenfalls zulässig.

- Großfeldhandball: Der Ball wird wiederholt mit einer Hand zu Boden geprellt, dabei darf die Hand gewechselt werden. Es dürfen nur drei Schritte ohne Prellen gelaufen werden. Abweichend zum Hallenhandball darf der Ball zwischen dem Prellen gefangen und anschließend wieder weiter geprellt werden.

- Fußball: Der Spieler führt den Ball möglichst dicht am Fuß und wendet Körpertäuschungen an, um am Gegenspieler vorbeizulaufen.

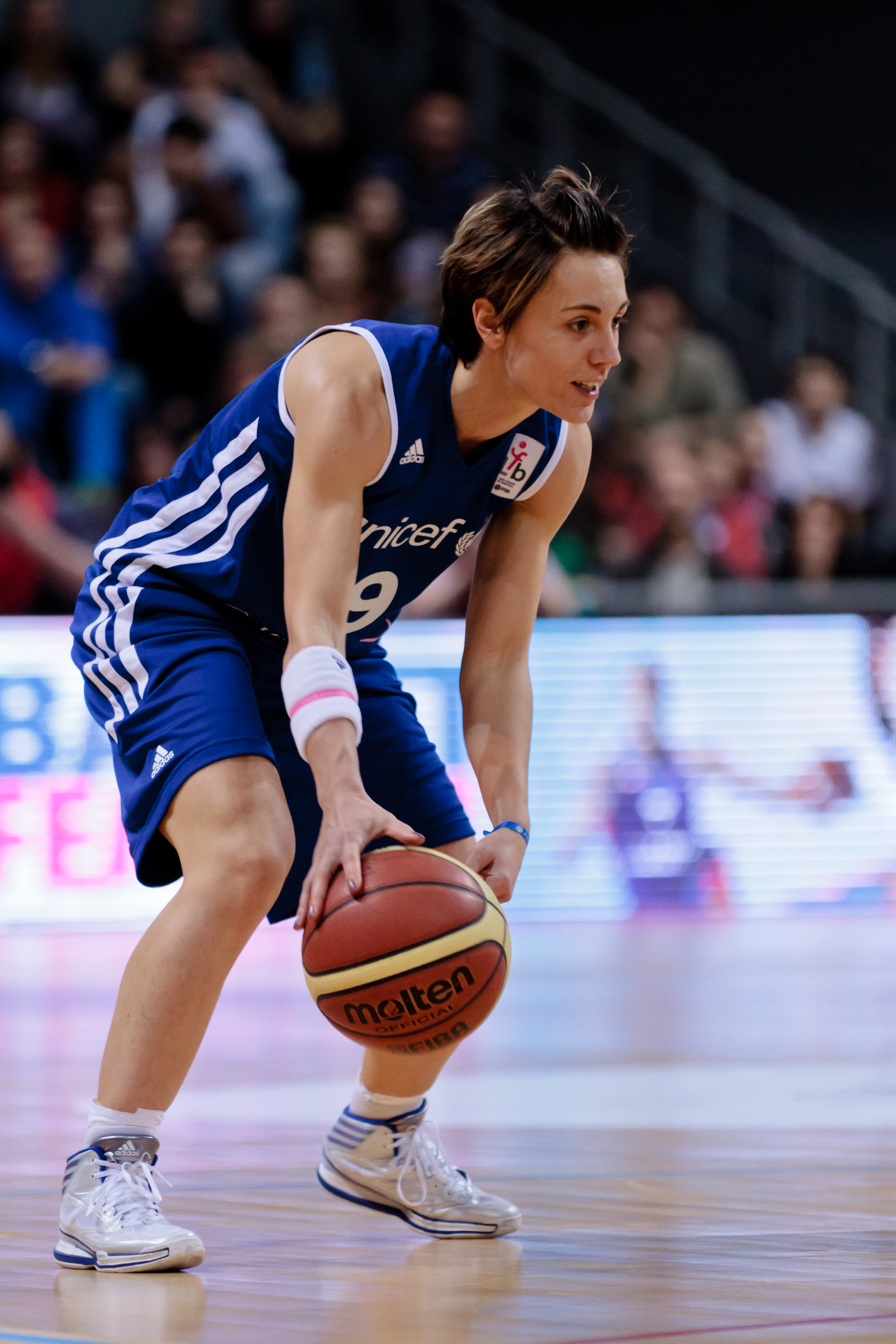
Dribbling beim Basketball

- Basketball: Ballführung wie beim Handball, allerdings sind nur zwei Bodenkontakte nach Aufnahme des Balls erlaubt. Doppeldribbling ist verboten.

- Wasserball: Der Ball wird mit Stirn oder Nase geführt, während der Spieler Kraulbewegungen ausführt.

- Hockey: Der Ball wird wiederholt zwischen Vor- und Rückhand des Hockeyschlägers hin und her gespielt.

- Korbball: Der Ball darf lediglich einmal geprellt werden. Mit dem Ball in der Hand dürfen nicht mehr als drei Schritte gelaufen werden. Somit ist der Bewegungsradius der ballführenden Spielerin auf maximal sechs Schritte beschränkt.